# جيسيكا بيلز
جيسيكا بيلز (بالألمانية: Jessica Pilz)‏ هي متسلقة صخور ‏ نمساوية، ولدت في 22 نوفمبر 1996 في Haag, Austria ‏ في النمسا.

## معرض صور

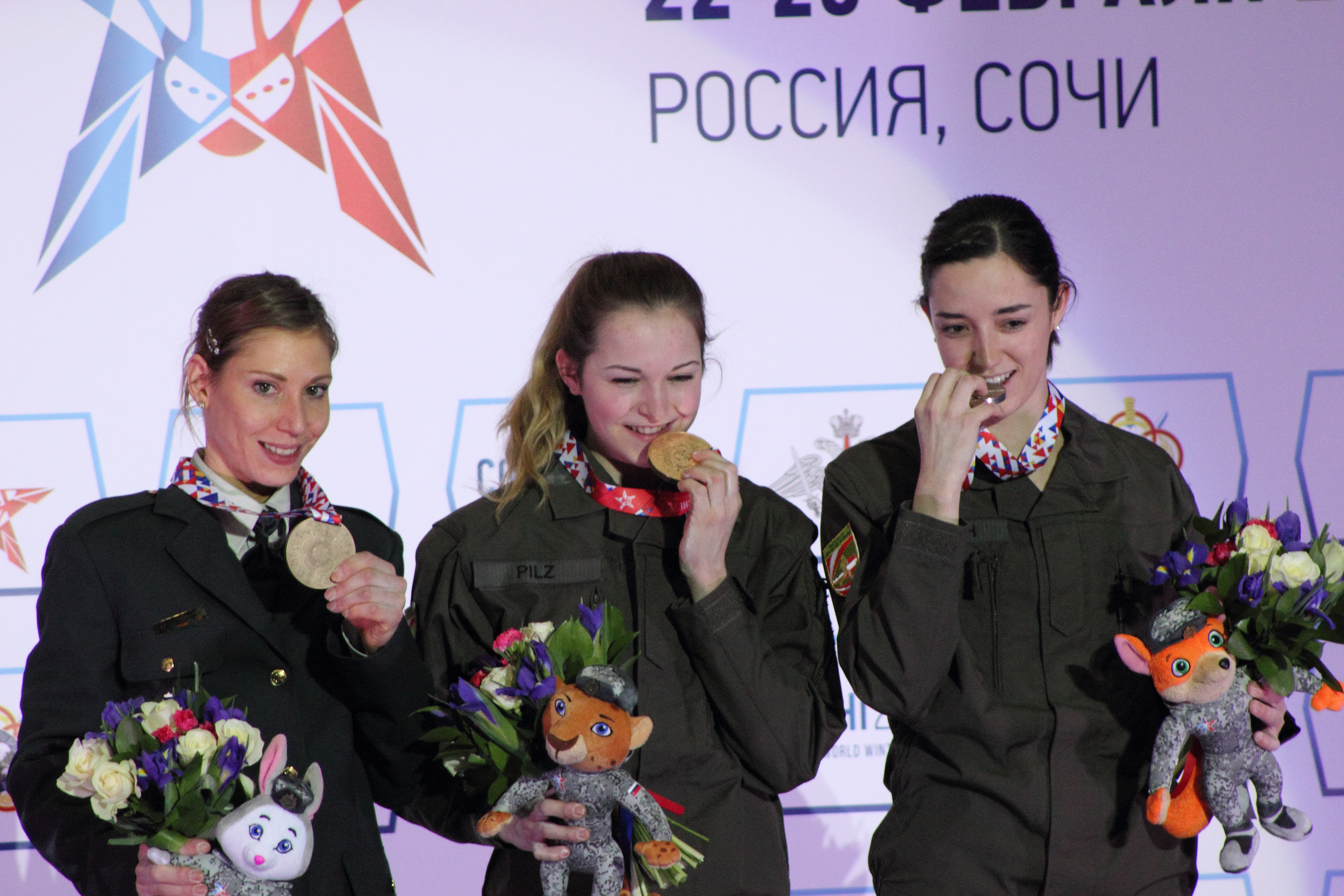
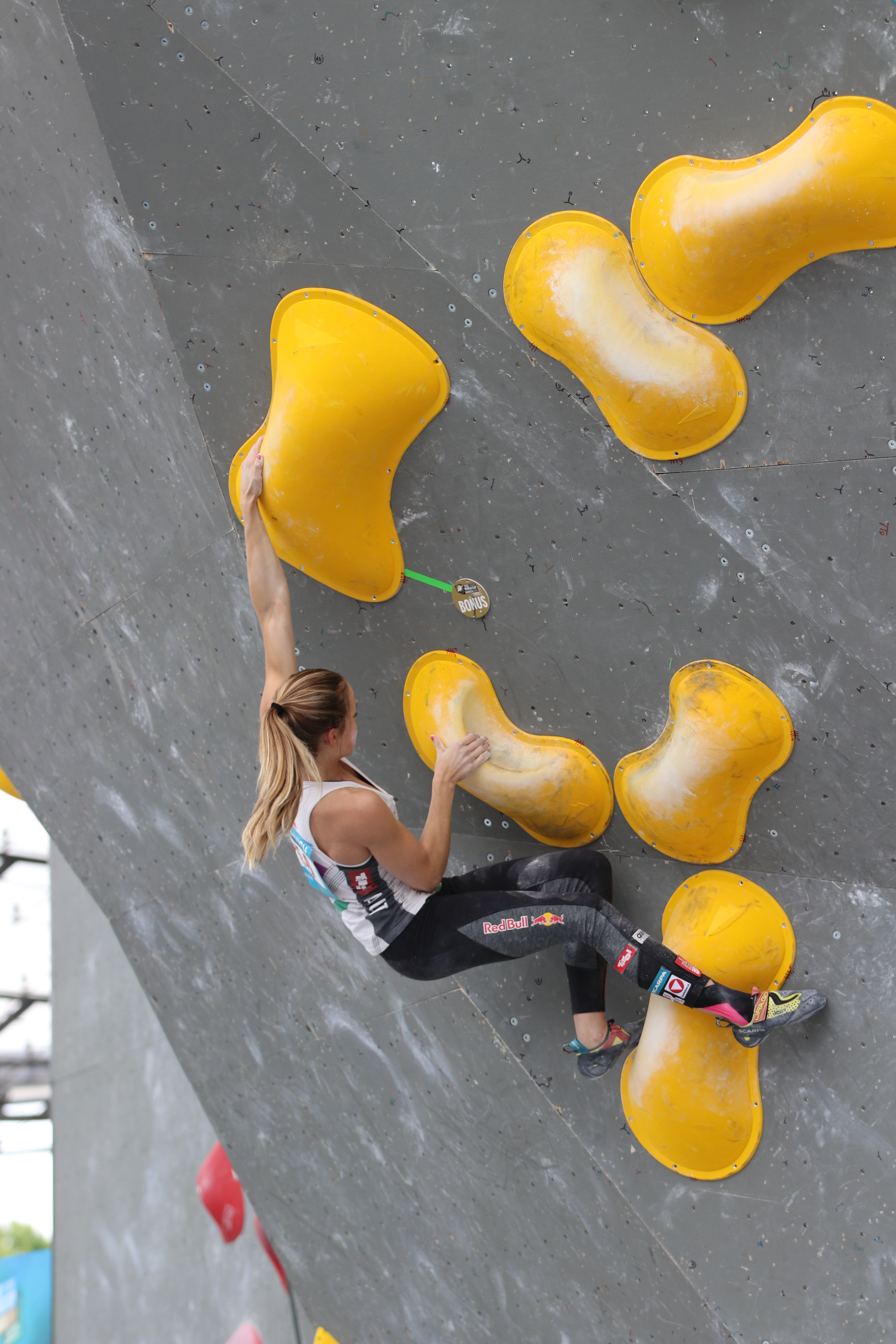
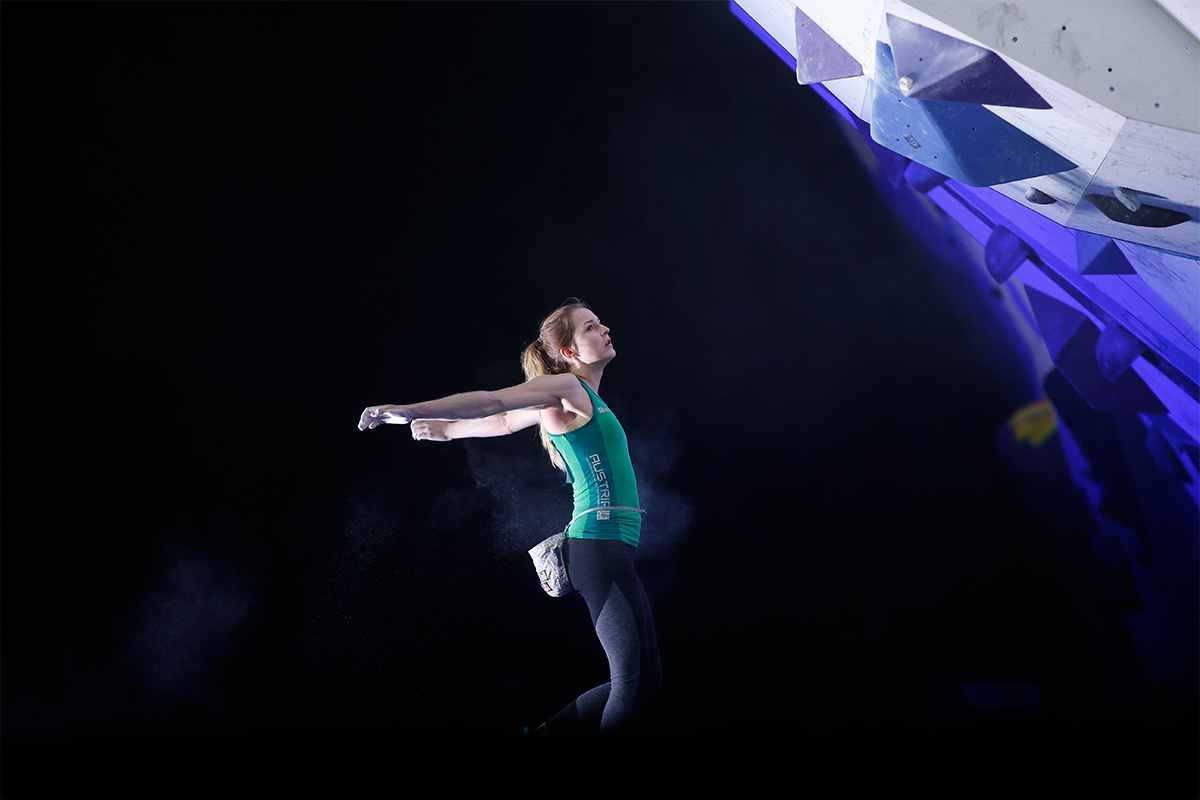
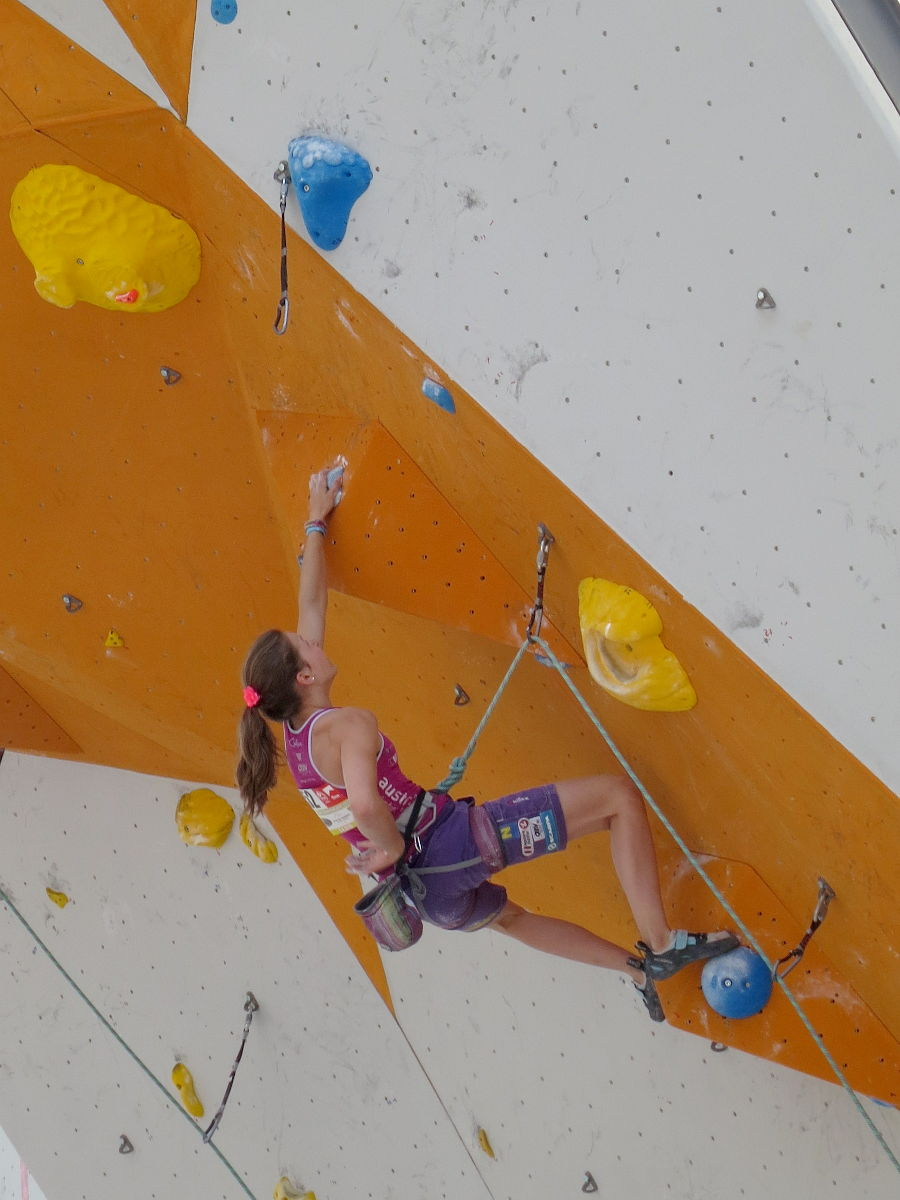

## وصلات خارجية
- جيسيكا بيلز على موقع الاتحاد الدولي لرياضة التسلق (الإنجليزية)
- جيسيكا بيلز على موقع اللجنة الأولمبية الدولية (الإنجليزية)
- جيسيكا بيلز على موقع أوليمبيديا (الإنجليزية)
- جيسيكا بيلز على موقع الجمعية الدولية للألعاب العالمية (الإنجليزية)